# Orthobelus marcanoi
Orthobelus marcanoi är en insektsart som beskrevs av Ramos 1979. Orthobelus marcanoi ingår i släktet Orthobelus och familjen hornstritar. Inga underarter finns listade i Catalogue of Life.